# مطار آبرناويك
مطار آبرناويك (بالجرينلاندية: Mittarfik Upernavik)(إياتا: JUV، إيكاو: BGUK) هو مطار مدني يقع على بعد 0.93 كيلومتر شمال شرق مدينة آبرناويك غرب جرينلاند.

## شركات الطيران والوجهات
| شركـات طيـران  | الوجهات |
| -------------- | --- |
| طيران جرينلاند | Aappilattoq، مطار إيلوليسات، Innaarsuit، Kangersuatsiaq، Kullorsuaq، Nuussuaq، مطار كاناك، Tasiusaq، قاعدة ثول الجوية، Upernavik Kujalleq |